# Hentzia poenitens
Hentzia poenitens là một loài nhện trong họ Salticidae.
Loài này thuộc chi Hentzia. Hentzia poenitens được Ralph Vary Chamberlin miêu tả năm 1924.